# جيم بريدويل
جيم بريدويل (بالإنجليزية: Jim Bridwell)‏ هو متسلق جبال أمريكي، ولد في 29 يوليو 1944 في سان أنطونيو في الولايات المتحدة، وتوفي في 16 فبراير 2018 في بالم سبرينغس في الولايات المتحدة بسبب التهاب كبدي.